# 1. FC Nuremberg (féminines)
Maillots
La section féminine du 1. FC Nuremberg est un club féminin de football allemand fondé en 1988 et basé à Nuremberg en Bavière. Il évolue actuellement en deuxième division allemande.

## Histoire
La section féminine du 1. FC Nuremberg est fondée le 24 août 1988 et commence au quatrième niveau du football féminin allemand. En 1995, le club évolue au deuxième niveau puis la section féminine se sépare du FC Nuremberg et se renomme 1. Fußball-Club Nürnberg Frauen und Mädchenfußball e. V.
En 1999 le club monte en première division mais n'y séjournera qu'une seule saison. En 2002, malgré une première place en deuxième division, le club ne parviendra pas accéder en Bundesliga terminant à la 5e place des barrages de promotion. Le club glissera ensuite vers les divisions inférieures et en 2011 se retrouvera au quatrième niveau national. Après s'être établi plusieurs saisons en Regionalliga Sud (3e niveau), le club parvient à être promu en 2.Bundesliga en 2021 et termine sa première saison au deuxième niveau à la 6e place. La saison suivante en terminant vice-champion il assure son retour en Bundesliga 23 ans après.
En cours de saison, le 19 novembre 2022, le retour de la section féminine au sein du 1. FC Nuremberg est approuvé à l'unanimité lors de l'assemblée générale. Le lendemain, l'équipe accueille le VfL Wolfsburg en huitièmes de finale de coupe d'Allemagne au Max-Morlock-Stadion. Les supporters du FCN, qui boycottent la coupe du monde masculine organisée à ce moment-là au Qatar, viennent soutenir l'équipe féminine et le match rassemble plus de 17 000 spectateurs, qui assistent à la sévère défaite de Nuremberg face au champion d'Allemagne en titre.
Le 10 mai 2023, la fusion des sections masculines et féminines est officialisée.
Le club décide de jouer tous ses matches dans le même stade que l'équipe masculine, le Max-Morlock-Stadion. Après un début de saison compliqué, dont une débâcle 1-5 à domicile face à un concurrent direct, le Werder Brême, lors de la 1re journée, Nuremberg doit attendre la 5e journée pour remporter son premier match, une victoire 2-0 sur le terrain de Fribourg.